# Nabonid
Nabonid, właśc. Nabu-na'id (akad. Nabû-nā'id) – ostatni władca państwa nowobabilońskiego, rządził w latach 556–539 p.n.e. Objął tron w wyniku przewrotu pałacowego, w którym obalony został Labaszi-Marduk. Po 17 latach panowania sam obalony został przez perskiego króla Cyrusa II Wielkiego, który przyłączył Babilonię do imperium perskiego. 
Był to ostatni mezopotamski władca rządzący nad ostatnim z (trwającej tysiąclecia serii) państw sumero-akadzkich, które zapoczątkowały cywilizację.

## Źródła
Głównymi źródłami informacji o Nabonidzie i jego rządach są:
- Kronika Nabonida – tekst historiograficzny przedstawiający najważniejsze wydarzenia z kolejnych lat panowania Nabonida[4].
- Chronograficzny dokument dotyczący Nabonida – tekst o charakterze kronikarskim opisujący wydarzenia z 2 i 3 roku panowania Nabonida[5].
- Król sprawiedliwości – babiloński dokument w języku aramejskim przedstawiający Nabonida jako prawego i sprawiedliwego władcę[6][1].
- inskrypcje królewskie Nabonida
- dokumenty ekonomiczne i administracyjne z okresu rządów Nabonida
- inskrypcja na Cylindrze Cyrusa – propagandowy tekst przedstawiający Cyrusa jako wybawiciela Babilonii, a Nabonida jako bezbożnego tyrana i ciemiężyciela ludności[7]
- Poetycka relacja o Nabonidzie – pamflet z czasów panowania Persów ukazujący Nabonida w negatywnym świetle[6][8][1].
- wzmianki o Nabonidzie u autorów klasycznych, oparte w większości na przekazie Berossosa
- biblijna Księga Daniela
- Modlitwa Nabonida (4Q242) – aramejski tekst odnaleziony pośród rękopisów z Qumran[9]

## Imię
Rodzime, akadyjskie imię tego władcy brzmi Nabû-nā'id. Znaczy ono „(bóg) Nabu jest wychwalany/wysławiany”. W języku elamickim zapisywano je Nab/Na-bu-ni-da, a w języku staroperskim Nabunaita. W języku starogreckim spotykane są formy Ναβόννηδος – Nabonnedos (u Berossosa i Józefa Flawiusza) i Ναβονάδιος – Nabonadios (u Synkellosa i w Kanonie Ptolemeusza).

## Pochodzenie
Nabonid, w przeciwieństwie do swoich poprzedników, nie był związany z rodziną królewską panującą w Babilonie, a o jego pochodzeniu wiadomo jest niewiele. Przypuszcza się, iż urodził się ok. 610 r. p.n.e. O ojcu Nabonida, Nabu-balassu-iqbi, poza jego imieniem i przypisywanymi mu tytułami „księcia” (rubû) i „gubernatora” (šakkanakku), nic więcej nie wiadomo. Niektórzy uczeni widzą w nim przywódcę jednego z plemion aramejskich lub dostojnika asyryjskiego w Harranie. Matka Nabonida, Adda-guppi', znana ze swej „autobiograficznej” inskrypcji odkrytej w Harranie, pochodziła być może z upadłej asyryjskiej dynastii królewskiej. Do końca istnienia imperium asyryjskiego mieszkała ona w Harranie, skąd po zdobyciu tego miasta przez armię nowobabilońską uprowadzona została do Babilonu. W Babilonie zamieszkała ona w pałacu królewskim, ale zajmowana przez nią tam pozycja pozostaje nieznana. To właśnie dzięki jej staraniom młody Nabonid trafić miał na babiloński dwór królewski, by służyć tam Nabuchodonozorowi II (604–562 p.n.e.) i Neriglissarowi (560–556 p.n.e.):

„Ja przedstawiłam Nabonida, (mego) syna, mego potomka, Nabuchodonozorowi, synowi Nabopolassara, i Neriglissarowi, królowi Babilonu. Dzień i noc służył im i robił wszystko to, co czyniło ich szczęśliwymi”

Adda-guppi' przeżyła 104 lata i zmarła w dziewiątym roku panowania swego syna.

## Przejęcie tronu
Wydaje się, iż na dworze królewskim Nabonid osiągnął z czasem ważną pozycję, stając się członkiem wąskiego grona wysokich dostojników pałacowych. Niektórzy uczeni próbowali identyfikować go z Nabu-na'idem, „zarządcą miasta” (ša muhhi āli), wymienianym jako świadek w transakcji handlowej w dokumencie ekonomicznym datowanym na 597 r. p.n.e. W duplikacie tego tekstu osoba ta zwana jest jednak „synem króla”, a poza tym Nabonid w 597 r. p.n.e. miałby zaledwie 14 lat. Inni badacze identyfikują Nabonida z „Labynetusem Babilończykiem”, który według Herodota w 585 r. p.n.e. pośredniczyć miał w rozmowach pokojowych pomiędzy Lidią a Medią (Dzieje I 74). Powołują się oni przy tym na inne fragmenty z Herodota (Dzieje I 77, 188), w których „Labynetusem” nazywa on również ostatniego króla Babilonii. Trzeba jednak zaznaczyć, iż nie jest pewne, czy w obu przypadkach chodzi o tę samą osobę.
W końcu kwietnia 556 r. p.n.e. zmarł Neriglissar, pozostawiając tron babiloński swemu synowi Labaszi-Mardukowi. Ten zgodnie z Urucką listą królów panować miał bardzo krótko, bo jedynie przez trzy miesiące. Tak krótki okres panowania potwierdzają dokumenty ekonomiczne datowane jego imieniem, które odnaleziono w Uruk (wszystkie pochodzą z okresu pomiędzy 3 maja a 19 czerwca 556 r. p.n.e.) i Sippar (wszystkie pochodzą z okresu pomiędzy 22 maja a 20 czerwca 556 r. p.n.e.). Fakt, iż najwcześniejszy znany dokument ekonomiczny datowany imieniem Nabonida pochodzi z 25 maja 556 r. p.n.e. wskazuje, iż już w tym miesiącu dojść musiało do wybuchu buntu, którego celem było odsunięcie Labaszi-Marduka od władzy. Spiskowcami byli wysocy dostojnicy z najbliższego otoczenia króla, a ich przywódcą był najprawdopodobniej sam Nabonid. Otwarta uzurpacja Nabonida nie spotkała się z dużym oporem i już w końcu czerwca 556 r. p.n.e. po tym, jak Labaszi-Marduk został pokonany i prawdopodobnie zabity, bez problemu objął on tron babiloński. W jednej ze swych inskrypcji Nabonid pisze, że jego zwolennicy zanieśli go do pałacu i padli na ziemię u jego stóp, witając go jako króla. W tej samej inskrypcji twierdzi on też, że został władcą Babilonu z rozkazu boga Marduka i że działał zgodnie z wolą Nabuchodonozora II i Neriglissara. Z kolei według jego inskrypcji z Harranu na króla powołać miał go bóg Sin. 

## Rządy

### Pierwsze lata
W chwili objęcia tronu Nabonid był już w podeszłym wieku, zaś jego syn Bel-szar-usur (biblijny Baltazar) był już na tyle dojrzały, by brać pełny udział w życiu politycznym. Początek panowania Nabonida cechuje ścisłe przestrzeganie babilońskiej tradycji. Już wówczas podjął on decyzję o rozpoczęciu zakrojonych na szeroką skalę prac budowlanych przy wielu świątyniach, wprowadzając jednocześnie zmiany, które miały usprawnić zarządzanie nimi. Rozpoczął też działania mające na celu przywrócenie dawnych zwyczajów i rytuałów. Ich przejawem było m.in. powołanie jego córki En-nigaldi-Nanny na zapomniany już urząd najwyższej kapłanki (ēntu) boga Sina w Ur w drugim roku jego panowania. Wydarzenie to poprzedzić miało zaćmienie Księżyca, które zinterpretowano jako znak od boga Sina, za pomocą którego wyrazić miał on swe pragnienie przywrócenia tego urzędu. Zdaniem naukowców wspomniane tu zaćmienie Księżyca, do którego dojść miało 13 dnia miesiąca ulūlu, odpowiadać ma zaćmieniu Księżyca które miało miejsce 26 września 554 r. p.n.e. Ustalenie tej daty odegrało decydującą rolę przy ustaleniu chronologii wydarzeń z okresu panowania Nabonida. Poza działalnością budowlaną i administracyjną Nabonid na początku swego panowania poprowadził również wyprawy wojenne do Syrii i Anatolii, kolejno przeciw Hume, Hamat i Ammananu.

### Pobyt w oazie Tema
Pomiędzy trzecim a szóstym rokiem swego panowania Nabonid przeniósł się wraz ze swym dworem z Babilonu do odległej oazy Tema na Półwyspie Arabskim. Według inskrypcji z jego stel z Harranu powodem opuszczenia przez niego stolicy miało być występne i nikczemne postępowanie „synów Babilonu, Borsippy, Nippur, Ur, Uruk (i) Larsy, kapłanów (i) ludu stolic Akadu”, którzy obrazić mieli „króla bogów” – boga Sina. Zgodnie z tym co napisał Nabonid mieli oni „zapomnieć o swych obowiązkach, ciągle mówić o zdradzie, a nie lojalności, jak pies pożerać jeden drugiego i spowodować, że zapanowały wśród nich gorączka i głód”. Rozgniewany tym wszystkim Nabonid postanowił wyjechać z Babilonu i zamieszkać daleko na zachodzie, na pustyni, wśród mieszkańców miast i oaz położonych pomiędzy Temą a Jatrib (wsp. Medyna). Tam miał  pozostawać przez 10 lat. O pobycie Nabonida w Temie wspomina też Poetycka relacja o Nabonidzie:

„Gdy trzeci rok (jego panowania) miał się rozpocząć, powierzył on armię swemu najstarszemu synowi, swemu pierworodnemu, oddziały w kraju przekazał pod jego rozkazy. Wszystko porzucił, powierzył mu królestwo, a sam wyruszył w długą podróż. Wojska Akadu pomaszerowały z nim w kierunku Temy, daleko na zachodzie. Rozpoczął wyprawę na drodze wiodącej do odległego regionu. Gdy dotarł tam, zabił w bitwie księcia Temy, zarżnął stada zarówno tych, co mieszkali w mieście, jak i tych, co mieszkali poza nim. Sam uczynił z Temy swą rezydencję, a wojska Akadu też tam stacjonowały. Uczynił miasto pięknym, zbudował tam pałac jak pałac w Babilonie. Wzniósł również mury obronne i otoczył miasto wartownikami”

Uczeni w różny sposób próbowali wytłumaczyć dziesięcioletni pobyt Nabonida w oazie Tema. Zdaniem jednych chciał on ugruntować swą kontrolę nad tym regionem. Zdaniem innych chodziło tu o względy ekonomiczne, gdyż Tema leżała na skrzyżowaniu głównych arabskich  szlaków karawan. Zgodnie z tą teorią Nabonid dążyć miał do opanowania zachodnich szlaków handlowych, gdyż z powodu zamulenia coraz bardziej ograniczona była działalność portów morskich Babilonii w Zatoce Perskiej, a szlaki handlowe wiodące na północ i wschód zablokowane były przez wrogo nastawionych Medów. Jeszcze inni zakładają, że Nabonid udał się tam z powodu swych przekonań religijnych, jako że Tema była wielkim centrum religijnym kultu boga księżyca. Istnieje też teoria zakładająca niechęć Nabonida do powrotu do stolicy i brania udziału w corocznym święcie Nowego Roku, w trakcie którego musiałby on potwierdzić tradycyjne przywileje kapłanów i mieszkańców Babilonu oraz innych świętych miast Babilonii.
Podczas nieobecności Nabonida w Babilonii rządził tam w jego imieniu jego syn i następca tronu Bel-szar-usur.

### Powrót do Babilonii
Po dziesięcioletnim pobycie w oazie Tema Nabonid powrócił do Babilonii, co nastąpiło pomiędzy 12 a 16 rokiem jego panowania. Tu osobiście przejął nadzór nad administracją i wyznaczył nowych urzędników. Podjął także decyzję o odbudowie świątyni boga Sina w Harranie – był to projekt, którego nie zdołał zrealizować na początku swego panowania. Wydaje się też, że dokonał on istotnych zmian w obrzędach religijnych w Babilonii, umiejscawiając boga Sina w świątyni Marduka i przyznając mu naczelne miejsce w panteonie.

## Najazd Cyrusa na Babilonię
W trakcie pobytu Nabonida w oazie Tema ważne zmiany polityczne dokonały się u wschodnich i północnych granic Babilonii. Według Kroniki Nabonida w szóstym roku panowania Nabonida Astiages (Ištumegu), król Medów, zaatakował perskiego króla Cyrusa (Kuraš), zwanego w tekście „królem Anszan”. Armia Astiagesa zbuntowała się jednak przeciw swemu władcy, uwięziła go i przekazała Cyrusowi, który podbił Medię i zajął jej stolicę Ekbatanę (Agamtanu). Zjednoczywszy Medów i Persów pod swoją władzą Cyrus rozpoczął podbój sąsiednich ziem, docierając aż do zachodniej Anatolii, gdzie pokonał rządzone przez Krezusa królestwo Lidii. Zwycięstwa odnoszone przez Cyrusa odbiły się echem również w Babilonii, gdzie Ugbaru, zarządca graniczącej z Persją krainy Gutium, dokonał secesji i przeszedł na stronę Cyrusa. Na początku 539 r. p.n.e., przeczuwając zbliżający się konflikt z Persją, Nabonid rozkazał sprowadzić do Babilonu posągi wszystkich głównych bogów, by w razie perskiego ataku nie wpadły one we wrogie ręce.
Według Kroniki Nabonida w 17 roku panowania Nabonida (539 r. p.n.e.), w miesiącu tašrītu (wrzesień-październik), armia perska pod wodzą Cyrusa najechała Babilonię i w bitwie pod Upi pokonała armię babilońską. 14 dnia miesiąca tašrītu w ręce perskie bez walki wpadło miasto Sippar, a Nabonid zmuszony został do ucieczki. Dwa dni później, 16 dnia miesiąca tašrītu, armia perska dowodzona przez Ugbaru z Gutium zdobyła bez walki Babilon. Niewykluczone, że zgodnie z tradycją przekazaną przez pisarzy klasycznych i Biblię, stolica zdobyta została wskutek nagłego, niespodziewanego ataku. Wkrótce potem, po powrocie do Babilonu, Nabonid dostał się do perskiej niewoli.
Bezkrwawe zdobycie Babilonu i pojmanie Nabonida potwierdza inskrypcja na Cylindrze Cyrusa:

„On (tj. Marduk) rozkazał mu (tj. Cyrusowi) udać się do swego miasta Babilonu. Ustawił go na drodze do Babilonu i jak towarzysz i przyjaciel ruszył u jego boku. Jego potężna armia, niepoliczalna jak woda w rzece, kroczyła u jego boku w pełnym rynsztunku. To dzięki niemu wkroczył on do jego miasta Babilonu bez walki czy bitwy; ocalił Babilon od niedoli. Dostarczył Nabonida, króla który nie czcił go, w jego (tj. Cyrusa) ręce”

Nieco inny przebieg wydarzeń podaje Berossos, według którego Nabonid po przegranej bitwie z Cyrusem schronił się w Borsippie. Po zdobyciu Babilonu Cyrus wyruszył do Borsippy, gdzie Nabonid poddał mu się bez walki.
Dalszy los Nabonida pozostaje nieznany, gdyż milczą na ten temat zachowane źródła klinowe. Jedynie u Berossosa zachowała się informacja, jakoby Cyrus miał darować Nabonidowi życie, mianując go zarządcą Karmanii, odległej wschodniej prowincji królestwa perskiego. Tam też Nabonid spędzić miał resztę swego życia i umrzeć.
3 dnia miesiąca arahsamna (październik-listopad) 539 r. p.n.e. Cyrus uroczyście wkroczył do Babilonu. Skutkiem jego zwycięstwa było objęcie przez niego w posiadanie terytorium królestwa nowobabilońskiego i koniec niezależności politycznej tego kraju, chociaż Babilon zachował status stolicy.

„W tym czasie obszar wspaniaych fundamentów pośrodku E-gipar, nieskalanej celli, miejsca rytuałów najwyższej kapłanki, popadł w ruinę. Dzikie palmy daktylowe (i) drzewa owocowe porastały jego wnętrze. Ja oczyściłem (je) z drzew i usunąłem nagromadzoną (tam) ziemię. Spojrzałem na pozostałości i odkryłem jej założenie fundacyjne. Spojrzałem na inskrypcje z imionami starożytnych królów w jej wnętrzu. Spojrzałem na starą inskrypcję Enanedu, kapłanki ēntu w Ur, córki Kudur-Mabuka, siostry Rim-Sina, króla Ur, który odnowił E-gipar, który otoczył murem miejsce spoczynku starożytnych kapłanek ēntu wzdłuż E-gipar. Ja odbudowałem E-gipar od nowa tak (jak była) w przeszłości”

„Aby odbudować E-hulhul, świątynię Sina, (...) która jest w Harranie, którą Aszurbanipal, syn Asarhaddona, książę który panował przede mną, kazał odbudować, zgromadziłem (...) królów, książęta, gubernatorów i me liczne oddziały, które Sin, Szamasz i Isztar (...) powierzyli mi. I w odpowiedni miesiąc, w odpowiedni dzień, które Szamasz i Adad ujawnili mi dzięki wróżbom, z pomocą mądrości bogów  Ea i Asarluhi, z pomocą sztuki egzorcystów, według sztuki boga Kulla, pana fundamentów i budownictwa, (...) na depozytach fundacyjnych Aszurbanipala, króla Asyrii, który odnalazł fundamenty Salmanasara, syna Aszurnasirpala, oczyściłem fundamenty i (na nich) rozpocząłem odbudowę. Zmieszałem zaprawę z winem, olejem oraz miodem i namaściłem nimi rampy budowlane. (...) Wzmocniłem i poprawiłem jej (tj. świątyni) konstrukcję. Świątynię tę od jej fundamentów aż do jej szczytu zbudowałem od nowa i ukończyłem jej budowę”

## Nabonid – król budowniczy
Informacje o działalności budowlanej Nabonida zachowały się w jego inskrypcjach oraz w dokumentach ekonomicznych z archiwów świątynnych. Zgodnie z nimi do najważniejszych projektów budowlanych przeprowadzonych przez tego władcę należały:
- Przebudowa E-babbar (sum. é.babbar; tłum. „lśniący dom”), świątyni boga Szamasza i bogini Aji w Sippar (2 rok panowania)[29][38]. W trakcie prac restauracyjnych odnaleziony został posąg Sargona Wielkiego, który następnie złożono ponownie w fundamentach budowli[29].
- Odnowa E-kura (sum. é.kur.ra; tłum. „dom góry”), świątyni Bunene w Sippar (pomiędzy 4 a 13 rokiem panowania)[29][39].
- Odnowa E-kunankuga (sum. é.kun4.an.kù.ga; tłum. „dom, nieskalane schody do niebios”), zigguratu boga Szamasza w Sippar (10 rok panowania)[29][40].
- Odnowa E-ulmasz (sum. é.ul.maš), świątyni bogini Anunitu w Sippar-Anunitu (najprawdopodobniej w 16 roku panowania)[29][41]. W swej inskrypcji Nabonid wspomina wcześniejsze prace prowadzone przy tej budowli przez Sabiuma i Szagarakti-Szuriasza[41].
- Przebudowa E-babbar (sum. é.babbar; tłum. „lśniący dom”), świątyni boga Szamasza i bogini Aji w Larsie (10 rok panowania)[29][38].
- Odbudowa E-durana (sum. é.dur.an.na; tłum. „dom, więź niebios”), zigguratu Szamasza w Larsie[42].
- Odbudowa E-gipar (sum. é.ĝi6.pàr; tłum. „dom Giparu”), siedziby najwyższej kapłanki (ēntu) boga Sina w Ur (2 rok panowania)[43][29]. Nabonid kazał odbudować tę budowlę dla swej córki En-nigaldi-Nanny[43].
- Prace restauracyjne przy E-nunmah (sum. é.nun.mah; tłum. „dom wyniosłego księcia”), części świątyni E-kisznugal w Ur[29][44].
- Prace restauracyjne przy E-lugalgalgasisa (sum. é.lugal.ĝalga.si.sá; tłum. „dom króla, który pozwala rozwijać się radzie”), ziguracie w Ur (16 lub 17 rok panowania)[45][29]. W swej inskrypcji Nabonid wspomina o wcześniejszych pracach przy tym zigguracie prowadzonych przez Ur-Nammu i Szulgiego[45].
- Przebudowa E-hulhul (sum. é.húl.húl; tłum. „dom, który daje radość”), świątyni boga Sina w Harranie[29][46].
- Przebudowa E-ulmasz (sum. é.ul.maš), świątyni Isztar w dzielnicy Ulmasz w Agade[41].
- Odbudowa E-igikalama (sum. é.igi.kalam.ma; tłum. „dom, oko kraju”), świątyni boga Lugal-Marada w Marad[47].
- Przebudowa E-maszdari (sum. é.maš.da.ri; tłum. „dom zwierzęcych ofiar”), świątyni Belet-Akkade (Isztar z Agade) w Babilonie[48].
- Według Berossosa Nabonid zbudować miał w Babilonie mur obronny od strony Eufratu. Odnalezione tam cegły z odciśniętą na nich inskrypcją Nabonida zdają się potwierdzać jego słowa[29].

Inskrypcje budowlane Nabonida odnaleziono w trakcie wykopalisk na wielu mezopotamskich stanowiskach, m.in. w Tall al-Lahm, Ur, Larsie, Uruk, Babilonie, Kisz, Sippar i Harranie.

## Nabonid – „król archeolog”
Stosunek Nabonida do przeszłości oraz szczególna troska i poszanowanie z jakimi traktował on odkryte w trakcie prac budowlanych pamiątki przeszłości sprawiły, iż w historiografii nazywany jest on często „królem archeologiem” lub „pierwszym znanym archeologiem”. W połowie VI w. p.n.e., sfinansował wykopaliska w ruinach miasta swych sumeryjskich poprzedników, a następnie wystawił na widok publiczny odnalezione artefakty. Nie był on pierwszym mezopotamskim władcą, który interesował się przeszłością, ale to w jego inskrypcjach pojawia się niemal obsesyjne pragnienie odbudowywania świątyń według ich starożytnych planów i założeń. Odbudowę każdej świątyni poprzedzał on swego rodzaju „pracami wykopaliskowymi”, w trakcie których poszukiwał depozytów fundacyjnych wcześniejszych władców i fundamentów wzniesionych przez nich świątyń. Na najstarszych odkrytych w ten sposób fundamentach wznoszona była nowa świątynia, a odnalezione depozyty fundacyjne i inne zabytki składane były z szacunkiem i czcią w jej wnętrzu. Przebieg takich „prac wykopaliskowych” dobrze ilustruje tekst opisujący odbudowę świątyni boga Szamasza w Sippar:

„W miesiącu elūlu, [...] tego samego [roku], w E-babbar, świątyni Szamasza, która jest w Sip[par, w której] królowie, jego poprzednicy, na próżno szukali [starożytnych] fundamen[tów] – starożytnej siedziby [...] jego królestwa, która uradowałaby jego serce – ujawnił on (tj. bóg Szamasz) jemu, swemu skromnemu, czczącemu go słudze, który nieustannie poszukiwał jego świętych miejsc, święte fundamenty Naram-Sina, syna Sargona. W tym samym roku, w sprzyjającym miesiącu, w odpowiednim dniu, położył on fundamenty E-babbar, świątyni Szamasza, na świętych fundamentach Naram-Sina, syna Sargona, nie powiększając ani nie zmniejszając ich nawet o szerokość palca. Zobaczył inskrypcję Naram-Sina i, bez ruszania jej z miejsca, odnowił ją i dodał (do niej) swą własną inskrypcję. Zobaczył w tych świętych fundamentach posąg Sargona, ojca Naram-Sina. Połowy jego głowy brakowało, a jej stan był tak zły, że rysy twarzy były ledwo widoczne. Jako że był oddany bogom i szanował władzę królewską, wezwał najlepszych rzemieślników, odnowił głowę posągu i przywrócił (jej) twarz. Nie usunął go (tj. posągu) z jego miejsca, ale pozostawił go w E-babbar (i) wyznaczył dary dla niego. Dla Szamasza, wielkiego pana, jego pana, wzniósł on E-babbar w radości i szczęściu”

Zdaniem niektórych uczonych co najmniej część „zbiorów” należących do tzw. „muzeum” odkrytego w pałacu Nabuchodonozora II w Babilonie oraz do tzw. „muzeum” odkrytego w E-gipar w Ur mogła zostać zebrana właśnie za rządów Nabonida.

## Nabonid – król wojownik
W źródłach pisanych dotyczących panowania Nabonida przetrwały informacje dotyczące wypraw wojennych podejmowanych przez tego władcę w pierwszych trzech latach jego panowania. Według nich w pierwszym roku swego panowania wyprawił się on przeciw królestwu Hume w południowej Anatolii, biorąc tam do niewoli 2850 jeńców. W następnym roku wyruszył on przeciw królestwu Hamat w Syrii. W trzecim roku swego panowania ponownie wyruszył na zachód, najprawdopodobniej również do Syrii, tym razem przeciw miastu Ammananu. Mieszkańców i króla tego miasta spotkać miał straszny los:

„[...] ściął głowy mieszkańcom Ammananu [... i zebrał je] w stosy. Zawiesił [króla] na palu i [...]”

## Nabonid – reformator religijny

### Polityka religijna
Po przejęciu władzy Nabonid, mimo iż wciąż oddawał cześć Mardukowi, Nabu i innym babilońskim bogom, zaczął stopniowo faworyzować i promować kult Sina, boga księżyca. Znalazło to odzwierciedlenie w inskrypcjach Nabonida, w których Sin, nazywany „panem bogów” i „królem bogów”, wywyższony został do rangi najważniejszego bóstwa, przejmując boskie prerogatywy przynależne tradycyjnie Mardukowi. Nabonid szczególną czcią otaczał Sina z miasta Harran, skąd pochodziła jego matka. Rozbudowa E-hulhul, świątyni Sina w tym mieście, stała się jednym z najważniejszych projektów budowlanych tego władcy. Pod opieką króla znalazła się również E-kisznugal, świątynia Sina w Ur. Już w drugim roku swego panowania Nabonid przeznaczył swą córkę En-nigaldi-Nannę do pełnienia tam funkcji najwyższej kapłanki (ēntu). Oddanie Nabonida bogu księżyca wywołało niezadowolenie kapłanów z Babilonu i innych świętych miast Babilonii. Kapłani Marduka w Babilonie w szczególności mieli mu za złe to, że opuścił na wiele lat stolicę, przez co akitu, święto Nowego Roku, w trakcie którego obecność króla była niezbędna, nie mogło się odbyć.

### Reforma administracji świątynnej
Na początku swego panowania Nabonid zarządził reorganizację administracji świątynnej, mającą na celu ograniczenie wpływów kapłanów i objęcie kontrolą państwa własności świątyń. Wprowadzone przez niego zmiany dotyczyły przede wszystkim sposobu, w jaki wielkie świątynie były zarządzane. Już w pierwszym roku swego panowania przyznał on dwóm prywatnym osobom prawo do uprawy dużego obszaru ziemi należącego do świątyni E-ana. Wcześniej zgody takiej udzielić mogły jedynie władze świątynne. Na początku swego panowania w gronie osób zarządzających świątynią E-ana umieścił on również królewskiego komisarza i nadzorcę własności świątynnej (rēš šarri, bēl piqitti). W swym trzecim roku panowania Nabonid do grona osób zarządzających tą świątynią wprowadził jeszcze dodatkowo zarządcę „królewskiej skrzyni” (quppu ša šarri), który miał pilnować, by ustalona z góry część dochodów świątynnych przekazywana była państwu. Podobne reformy wprowadzone również zostały w innych głównych świątyniach.

## Sytuacja ekonomiczna w Babilonii za rządów Nabonida
W tekstach powstałych już po podboju Babilonii przez Persów Nabonid przedstawiany jest jako zły władca, za którego rządów ludność cierpiała biedę i głód. W inskrypcjach samego Nabonida wzmiankowane są wprawdzie klęski suszy i głodu, ale król ten w wielu miejscach podkreśla, że za jego rządów kraj rozkwitał a jego poddani cieszyli się dobrobytem. Na to, że jego kraj rzeczywiście prosperował, zdaje się wskazywać stosunkowo duża ilość (ok. 3000) dokumentów ekonomicznych pochodzących z  czasów jego 17-letnich rządów (dla porównania z okresu 43-letnich rządów Nabuchodonozora II znanych jest ok. 1700 tego rodzaju dokumentów, a z czasów 36-letniego panowania Dariusza I ok. 1500).

## Postać Nabonida w źródłach perskich i późniejszych
W źródłach babilońskich, powstałych już po podboju Babilonii przez Persów, Nabonid przedstawiany jest jako zły, bezbożny władca, wykorzystujący swych poddanych, za którego rządów panowały głód i bieda:

„[Jeżeli chodzi o Nabonida], to nie rozpowszechniał on prawa i porządku, sprawił, że zwykli ludzie marli z niedostatku, ludzi szlachetnie urodzonych zabił na wojnie, zablokował drogi dla handlu. Z jego powodu dla rolnika rzadkimi stały się [...], nie było [...], żniwiarz nie śpiewa już (podczas pracy) pieśni alalu, nie ogradza już swego pola. Zabrał on ich mienie, rozproszył ich majątek, [...] zrujnował kompletnie, ich rozkładające się ciała pozostają w ciemnym miejscu”

Tego rodzaju teksty pisane były często przez lub pod wpływem kapłanów Marduka, mających Nabonidowi za złe, iż ten odwrócił się od ich boga:

„Według swego własnego zamiaru przestał czcić Marduka, króla bogów, ciągle czynił zło miastu Marduka. Codziennie (...), bez chwili przerwy, bezlitośnie kazał jego mieszkańcom odrabiać pracę przymusową, rujnując ich wszystkich”

Wszystkie te teksty były jednak w rzeczywistości propagandowymi pamfletami, mającymi w korzystnym świetle ukazać nowego władcę – Cyrusa. Przedstawiony w nich negatywny obraz Nabonida trafił jednak do literatury greckiej. I tak np. Ksenofont opisuje ostatniego króla babilońskiego, którego nie wymienia z imienia, jako bezbożnika. 
W Biblii Nabonid nie jest wymieniany, ale w piątym rozdziale Księgi Daniela pojawia się jego syn Bel-szar-usur (biblijny Baltazar), który przedstawiany jest błędnie jako ostatni król babiloński przed podbojem perskim. Sam Nabonid najprawdopodobniej utożsamiony został w Księdze Daniela z Nabuchodonozorem II, który nazywany jest tam ojcem Baltazara. Wydaje się również, iż to historia o porzuceniu przez Nabonida Babilonu i jego dziesięcioletnim pobycie w oazie Tema stała się kanwą biblijnej opowieści o szaleństwie Nabuchodonozora z rozdziału czwartego Księgi Daniela. W opowieści tej król ten dotknięty został rodzajem szaleństwa, które sprawiło, iż uważał się on za zwierzę i jak zwierzę postępował (zoantropia). W tym czasie „wypędzono go spośród ludzi, żywił się trawą jak woły, a rosa z nieba zwilżała go. Włosy jego urosły [niby] pióra orła, paznokcie zaś jego jak [pazury] ptaka” (Dn 4,30). Choroba króla była karą od Boga za jego arogancję i dumę. Po „siedmiu okresach czasu” Nabuchodonozor odzyskał rozum, uznał wielkość Boga, a władza królewska została mu przywrócona. O tym, iż pierwotnym bohaterem tej opowieści był Nabonid, a nie Nabuchodonozor, może świadczyć chociażby to, że szaleństwa Nabuchodonozora nie potwierdza żaden z zachowanych tekstów klinowych, podczas gdy o szaleństwie Nabonida krążyły pogłoski jeszcze za jego życia. Aluzje na ten temat znaleźć można m.in. w Poetyckiej relacji o Nabonidzie, gdzie decyzja Nabonida o wywyższeniu boga Sina i przeniesieniu się do Temy wyjaśniana jest jego szaleństwem.
Zarówno opowieść o chorobie Nabuchodonozora z Księgi Daniela jak i historia o pobycie Nabonida w oazie Tema znalazły odzwierciedlenie w tekście 4Q242 odkrytym pośród rękopisów z Qumran. Według tego aramejskiego, fragmentarycznie zachowanego tekstu, zwanego Modlitwą Nabonida, Nabonid w czasie swego pobytu w oazie Tema ukarany został przez Boga chorobą za oddawanie czci fałszywym, babilońskim bóstwom. Przez siedem lat cierpieć miał on na złośliwy wrzód, żyjąc przez cały ten czas z dala od ludzi. Po siedmioletnich modlitwach do swych bogów o uleczenie, które nie przyniosły rezultatu, Nabonid zwrócił się w końcu do żydowskiego „egzorcysty”, który odpuścił jego grzechy, tym samym uzdrawiając go.

## Ważniejsze zabytki związane z Nabonidem
| Tabliczka z Kroniką Nabonida | Tabliczka z Kroniką Nabonida |
| ---------------------------- | --- |
|                              | Gliniana tabliczka z zapisanym po obu jej stronach tekstem Kroniki Nabonida. Nie przetrwała w całości – brakuje dolnej części i większości lewej strony. Zachowany jej fragment ma 13,97 cm długości i 14,6 cm szerokości. Tabliczka pochodzi najprawdopodobniej z Babilonu, z okresu panowania Seleukidów. Obecnie znajduje się ona w Muzeum Brytyjskim (BM 35382). Zapisany na tabliczce tekst zwany jest Kroniką Nabonida, gdyż poświęcony jest on w większości rządom tego właśnie władcy (inna nazwa to Kronika Nabonida-Cyrusa ze względu na opisanie również panowania Cyrusa). W suchym, kronikarskim stylu, przedstawia on najważniejsze wydarzenia z kolejnych lat panowania Nabonida, począwszy od jego wstąpienia na tron, aż do pojmania go przez perskiego króla Cyrusa. W tekście znajdują się liczne luki spowodowane złym stanem zachowania tabliczki. Z tego też powodu dostępne są jedynie informacje dotyczące wydarzeń mających miejsce pomiędzy 1 a 3, 6 a 11 oraz 16 a 17 rokiem panowania Nabonida. Według tekstu w pierwszych trzech latach swego panowania władca ten wyprawiać się miał przeciw swym wrogom na zachodzie. Po dużej luce tekst powraca z opisem wydarzeń z okresu pomiędzy 6 a 11 rokiem jego panowania. W okresie tym Nabonid przebywać miał już w oazie Tema, podczas gdy Babilonią w jego imieniu rządził jego syn. Autor kroniki kilkukrotnie zaznacza, iż z powodu nieobecności króla w stolicy w kolejnych latach nie mogło się tam odbyć święto akitu. Po kolejnej dużej luce tekst powraca z opisem wydarzeń z 16 i 17 roku panowania Nabonida, zakończonych najazdem Cyrusa, zdobyciem przez niego Babilonu i pojmaniem samego Nabonida. Tekst kończy się opisem rządów Cyrusa i jego syna Kambyzesa w Babilonie. W głównej mierze to właśnie dzięki tabliczce z Kroniką Nabonida możliwe stało się ustalenie chronologii wydarzeń w Babilonii w trzeciej ćwierci VI w. p.n.e. Przekładu na język polski dokonał Stefan Zawadzki. |

| Bazaltowa stela Nabonida (z Babilonu?) | Bazaltowa stela Nabonida (z Babilonu?) |
| -------------------------------------- | --- |
|                                        | Bazaltowa stela, zaokrąglona na górze, nosząca na przedniej stronie reliefowe przedstawienie ukazujące babilońskiego króla oddającego cześć znajdującym się przed nim symbolom boskim. Zabytek ma wysokość 58 cm, szerokość 46 cm i grubość 25 cm. Nie wiadomo, gdzie pierwotnie stała ta stela, ale przypuszcza się, iż pochodzić może z Babilonu, gdyż to tam kupił ją w 1811 roku C.J. Rich. Obecnie znajduje się w zbiorach Muzeum Brytyjskiego (ME 90837). Przedstawiony na steli władca nie jest wprawdzie wymieniony z imienia w inskrypcji na steli, ale podobieństwo jego wizerunku do wizerunków Nabonida znanych z innych płaskorzeźb (np. z jego stel z Harranu) wskazuje, że chodzić tu musi o tego właśnie władcę. Na przedstawieniu król Nabonid, noszący tradycyjny strój babilońskich władców, stoi przed trzema boskimi symbolami: sierpem księżyca (reprezentującym boga Sina), uskrzydlonym dyskiem słonecznym (reprezentującym boga Szamasza) i gwiazdą (reprezentującą boginię Isztar). Symbol boga Sina, umieszczony najbliżej króla, jest większy od pozostałych dwóch, co potwierdza, iż Nabonid właśnie bogu Sinowi przypisywał nadrzędną rolę w panteonie babilońskim. W swej prawej, wzniesionej ręce, król trzyma nieznany, niewielki cylindryczny przedmiot, natomiast w lewej ręce trzyma on rodzaj długiego, zdobionego kija, być może pastorału lub berła. Oba te przedmioty używane były najprawdopodobniej w trakcie religijnych ceremonii. Pod symbolami boskimi znajdowała się pierwotnie inskrypcja, ale została ona usunięta, Powierzchnia, na której inskrypcja ta się znajdowała, została wygładzona i przygotowana do umieszczenia na niej nowej inskrypcji, czego jednak nigdy nie uczyniono. Inskrypcja znajdowała się również na prawym boku steli. Pomimo prób usunięcia przetrwała ona i dało się ją odczytać. W inskrypcji tej król opisuje, jak bogowie położyli kres suszy, wynagradzając go w ten sposób za jego dobre uczynki. Aby podkreślić dostatek panujący w kraju po powrocie deszczu, król wylicza kolejno, jak dużo ziarna, daktyli, sezamu, wełny czy wina można było kupić płacąc za nie jeden szekel srebra. Powstanie steli datowane jest na koniec panowania Nabonida. |

| Stela Nabonida z Harranu | Stela Nabonida z Harranu |
| ------------------------ | --- |
|                          | Jedna z dwóch bliźniaczych stel Nabonida odkrytych w 1956 roku przez C.J. Gadda w trakcie wykopalisk w ruinach średniowiecznego meczetu w Harranie. Wraz z nimi odnaleziono również w tym samym miejscu stelę z inskrypcją Adda-guppi', matki Nabonida. Jej duplikat, który najprawdopodobniej wcześniej umieszczony był w miejscu znalezienia pozostałych stel, odnalazł pięćdziesiąt lat wcześniej (w 1906 roku) w pobliżu Harranu H. Pognon. Trzy odnalezione w Harranie stele, ułożone na ziemi przednią stroną do dołu, służyły za stopnie przy północnym, wschodnim i zachodnim wejściu do meczetu. Stela odkryta w pobliżu Harranu służyła najprawdopodobniej wcześniej za stopień przy wejściu południowym. Pierwotnie wszystkie cztery stele najprawdopodobniej flankowały wejścia do E-hulhul, świątyni boga Sina w Harranie. Prace budowlane Nabonida przy tej świątyni opisane są w jego inskrypcjach (np. w inskrypcji na jego cylindrze z Sippar, a także w inskrypcjach na samych stelach z Harranu). Dwie stele z inskrypcją Adda-guppi' otrzymały nazwy H1 A (stela odnaleziona w pobliżu Harranu) i H1 B (stela odnaleziona przy północnym wejściu do meczetu). Dwie stele Nabonida otrzymały natomiast nazwy H2 A (stela odnaleziona przy wschodnim wejściu do meczetu) i H2 B (stela odkryta przy zachodnim wejściu do meczetu). Wszystkie stele mają ok. 2 m wysokości, ok. 1 m szerokości i ok. 20 cm grubości. Stele Nabonida w swej górnej części mają przedstawienie reliefowe identyczne z tym znanym z bazaltowej steli Nabonida ze zbiorów Muzeum Brytyjskiego: stojący władca, trzymający w ręku rodzaj ceremonialnego pastorału lub berła, modli się do znajdujących się przed nim symboli boskich: sierpa księżyca wpisanego w tarczę księżyca (symbol boga Sina), dysku słonecznego z czterema promieniami (symbol boga Szamasza) i siedmioramiennej gwiazdy wpisanej w okrąg (symbol bogini Isztar). Środkową i dolną część stel Nabonida pokrywa inskrypcja klinowa w trzech kolumnach. W inskrypcji tej, mającej charakter autobiograficzny, Nabonid przedstawia siebie jako wybrańca bogów, powołanego na tron Babilonu z ich woli. Dalej opisuje on występne i grzeszne postępowanie kapłanów i mieszkańców najważniejszych miast Babilonii, którzy obrazić mieli bogów, za co ci zesłali na nich gorączkę i głód. Rozgniewany postępowaniem swych poddanych Nabonid przeniósł się z Babilonu do oazy Tema, gdzie przebywał przez dziesięć lat. Po powrocie do Babilonii Nabonid odbudować miał świątynię Sina w Harranie, wypełniając w ten sposób zesłany mu we śnie rozkaz tego boga. Stela na zdjęciu znajduje się obecnie w zbiorach Muzeum Archeologicznego w Şanlıurfie (Turcja). |

| Cylinder Nabonida z Ur | Cylinder Nabonida z Ur |
| ---------------------- | --- |
|                        | Jeden z czterech niewielkich (10,4 cm długości), glinianych cylindrów noszących tę samą inskrypcję, odkrytych w 1854 roku przez J.G. Taylora w ruinach ziguratu w Ur. Na cylindrach Nabonid kazał umieścić tekst opisujący jego prace budowlane przy zigguracie E-lugalgalgasisa, stanowiącym część E-kisznugal, kompleksu świątynnego boga Sina w Ur. Prace te prowadzono ok. 540 r. p.n.e. i było to najprawdopodobniej ostatnie przedsięwzięcie budowlane tego króla. Opisując odbudowę zigguratu Nabonid wspomina o wcześniejszych pracach prowadzonych przy nim przez Ur-Nammu i Szulgiego, co wskazuje, iż w trakcie swych prac musiał on odnaleźć ich depozyty fundacyjne z inskrypcjami. Wielokrotnie w tekście podkreśla on swe oddanie bogu Sinowi, którego nazywa „panem (dosł. panami) bogów nieba i świata podziemnego, królem bogów, bogiem (dosł. bogami) bogów, który mieszka w wielkich niebiosach, panem E-kisznugal”. Warte odnotowania jest użycie przez Nabonida liczby mnogiej przy opisie Sina, co przypomina hebrajskie Elohim (bogowie) używane w odniesieniu do JHWH. W końcu inskrypcji Nabonid prosi boga Sina o pomyślność dla siebie i swego syna Bel-szar-usura. Obecnie cylinder ten znajduje się w zbiorach Muzeum Brytyjskiego (WA 91128). |

| Cylinder Nabonida z Sippar | Cylinder Nabonida z Sippar |
| -------------------------- | --- |
|                            | Cylinder ten odnaleziony został przez Hormuzda Rassama w ruinach świątyni boga Szamasza w Sippar. Wykonany jest z gliny, ma wysokość 22,86 cm i średnicę 9,2 cm. Jego powstanie datowane jest na okres już po powrocie Nabonida do Babilonii, a przed wybuchem wojny z Persją. Obecnie znajduje się w zbiorach Muzeum Brytyjskiego (ME 91109). Jego duplikat, odnaleziony w trakcie wykopalisk w Babilonie, przechowywany jest w zbiorach Muzeum Pergamońskiego. W inskrypcji umieszczonej na cylindrze Nabonid opisuje odbudowę trzech świątyń: boga Sina w Harranie, boga Szamasza w Sippar i bogini Anunitum w Sippar-Anunitum. Prace budowlane przy każdej ze świątyń poprzedziły swego rodzaju prace wykopaliskowe, które doprowadzić miały do odkrycia depozytów fundacyjnych wcześniejszych władców. W przypadku świątyni boga Sina w Harranie udało się Nabonidowi odkryć depozyty fundacyjne asyryjskiego króla Aszurbanipala; w przypadku świątyni boga Szamasza w Sippar odkrył on depozyty fundacyjne akadyjskiego króla Naram-Sina; wreszcie w przypadku świątyni bogini Anunitum w Sippar-Anunitum udało mu się odnaleźć depozyty fundacyjne kasyckiego króla Szagarakti-Szuriasza. Dopiero po uroczystym złożeniu tychże depozytów w odsłoniętych fundamentach świątyń rozpocząć się mogły właściwe prace budowlane. |